# Tự do ngôn luận

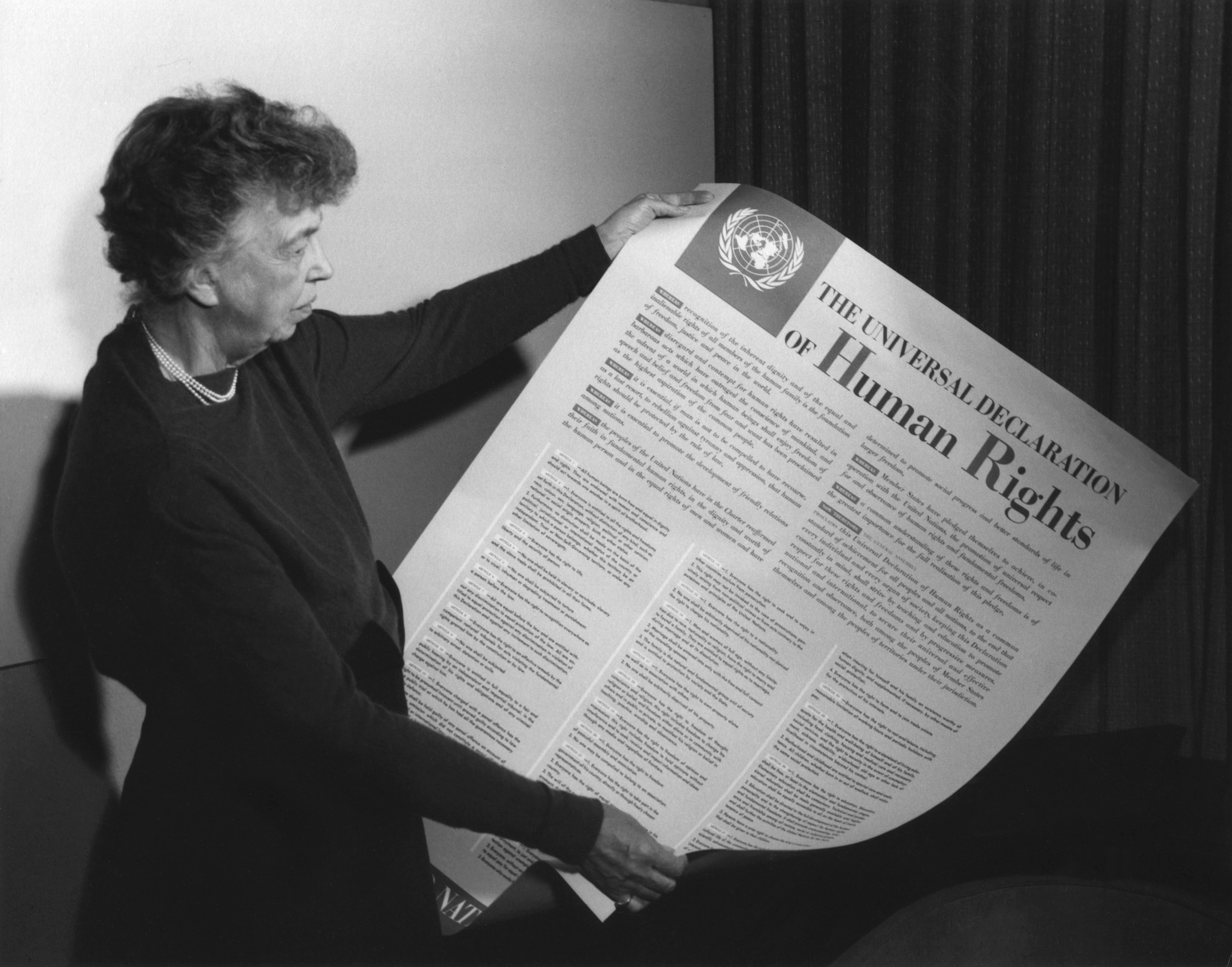
Eleanor Roosevelt và Tuyên Ngôn Quốc tế Nhân quyền (1949)— Điều 19 quy định rằng "Ai cũng có quyền tự do quan niệm và tự do phát biểu quan điểm; quyền này bao gồm quyền không bị ai can thiệp vì những quan niệm của mình, và quyền tìm kiếm, tiếp nhận cũng như phổ biến tin tức và ý kiến bằng mọi phương tiện truyền thông không kể biên giới quốc gia"

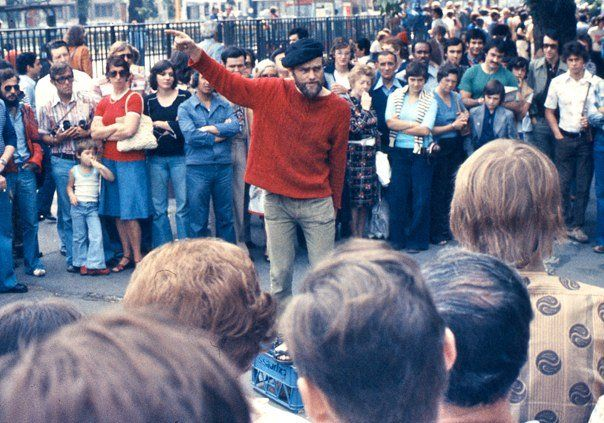
Orator at Speakers' Corner in London, 1974

Tự do ngôn luận (freedom of speech) là nguyên tắc đảm bảo cho một cá nhân hay một cộng đồng quyền tự do nói ra rõ ràng quan điểm và ý kiến của mình mà không sợ bị trả thù, kiểm duyệt, hay trừng phạt pháp lý. Quyền "tự do biểu đạt" (freedom of expression) đã được công nhận là quyền con người trong Tuyên ngôn Quốc tế Nhân quyền (UDHR) và luật nhân quyền quốc tế của Liên hợp quốc. Nhiều quốc gia đã ghi nhận quyền tự do ngôn luận trong hiến pháp. Các thuật ngữ tự do ngôn luận và tự do biểu đạt thường được sử dụng thay thế lẫn nhau trong các diễn ngôn chính trị. Tuy nhiên, trong ngôn từ pháp lý, tự do biểu đạt bao hàm tất cả hoạt động tìm kiếm, tiếp nhận và truyền đạt bất kỳ thông tin hoặc ý kiến nào thông qua mọi phương tiện truyền thông.
Điều 19 của UDHR quy định rằng "ai cũng có quyền giữ quan điểm mà không bị can thiệp" và "ai cũng có quyền tự do biểu đạt; quyền này bao gồm quyền tự do tìm kiếm, tiếp nhận và phổ biến thông tin và ý kiến tất cả các loại, không kể biên giới quốc gia, bất kể bằng lời nói, bằng văn bản hay in ấn, dưới hình thức nghệ thuật, hoặc thông qua bất kỳ phương tiện truyền thông nào khác tùy theo sự lựa chọn của họ". Điều 19 trong ICCPR sau đó bổ sung điều này với việc chỉ ra rằng việc thực hiện quyền tự do ngôn luận cũng phải mang theo "nhiệm vụ và trách nhiệm đặc biệt" và "theo đó phải tuân theo các hạn chế nhất định" khi cần thiết "để tôn trọng quyền hoặc danh dự của những người khác" hoặc "để bảo vệ an ninh quốc gia hoặc trật tự công cộng, hoặc sức khỏe hay đạo đức cộng đồng".
Do đó, quyền tự do ngôn luận và biểu đạt không được nhìn nhận như là "quyền tuyệt đối" mà phải tuân theo những giới hạn được quy định trong pháp luật. Những hạn chế chung về tự do ngôn luận liên quan đến hành động phỉ báng, tôn giáo, vu khống, tục tĩu, khiêu dâm, kích động, ngôn từ gây hấn, thông tin bí mật, vi phạm bản quyền, bí mật thương mại, nhãn dán thực phẩm, thỏa thuận bảo mật thông tin, quyền riêng tư, quyền được lãng quên, an ninh công cộng, và khai man.
Những hạn chế này được biện minh bằng "nguyên tắc gây hại" (harm principle), được đề xuất bởi John Stuart Mill trong tác phẩm Bàn về tự do (On Liberty), trong đó có nêu: "mục đích duy nhất mà quyền lực có thể được thực thi một cách chính đáng đối với bất kỳ thành viên nào của một cộng đồng văn minh, ngược lại ý chí của anh ta, là nhằm ngăn chặn sự tổn hại cho người khác."  Nếu không có những giới hạn này, thì như tổng thống Cộng hòa Séc Vaclav Havel bình luận: "Tự do ngôn luận luôn tràn đầy nguy hiểm, vì cùng với tự do nói điều Thiện cũng sẽ có tự do nói điều Ác"
Ý tưởng về "nguyên tắc xúc phạm" (offense principle) cũng được sử dụng để biện minh cho các hạn chế với ngôn luận, theo đó các hình thức biểu đạt được coi là gây ảnh hưởng xấu đến xã hội có thể bị hạn chế, tùy theo các yếu tố như mức độ, thời lượng, động cơ của người nói và mức độ dễ dàng trong việc tránh khỏi các ngôn luận đó. Cùng với sự phát triển của thời đại kỹ thuật số, việc đưa tự do ngôn luận vào thực tế càng gây nhiều tranh cãi hơn khi ngày càng có nhiều phương tiện để giao tiếp cũng như hạn chế ngôn luận. Đơn cử như Dự án Chiếc Khiên Vàng (Golden Shield Project), dự án của Bộ Công an Trung Quốc nhằm lọc dữ liệu có nguy cơ gây bất lợi từ nước ngoài.

## Dân chủ và tương tác xã hội

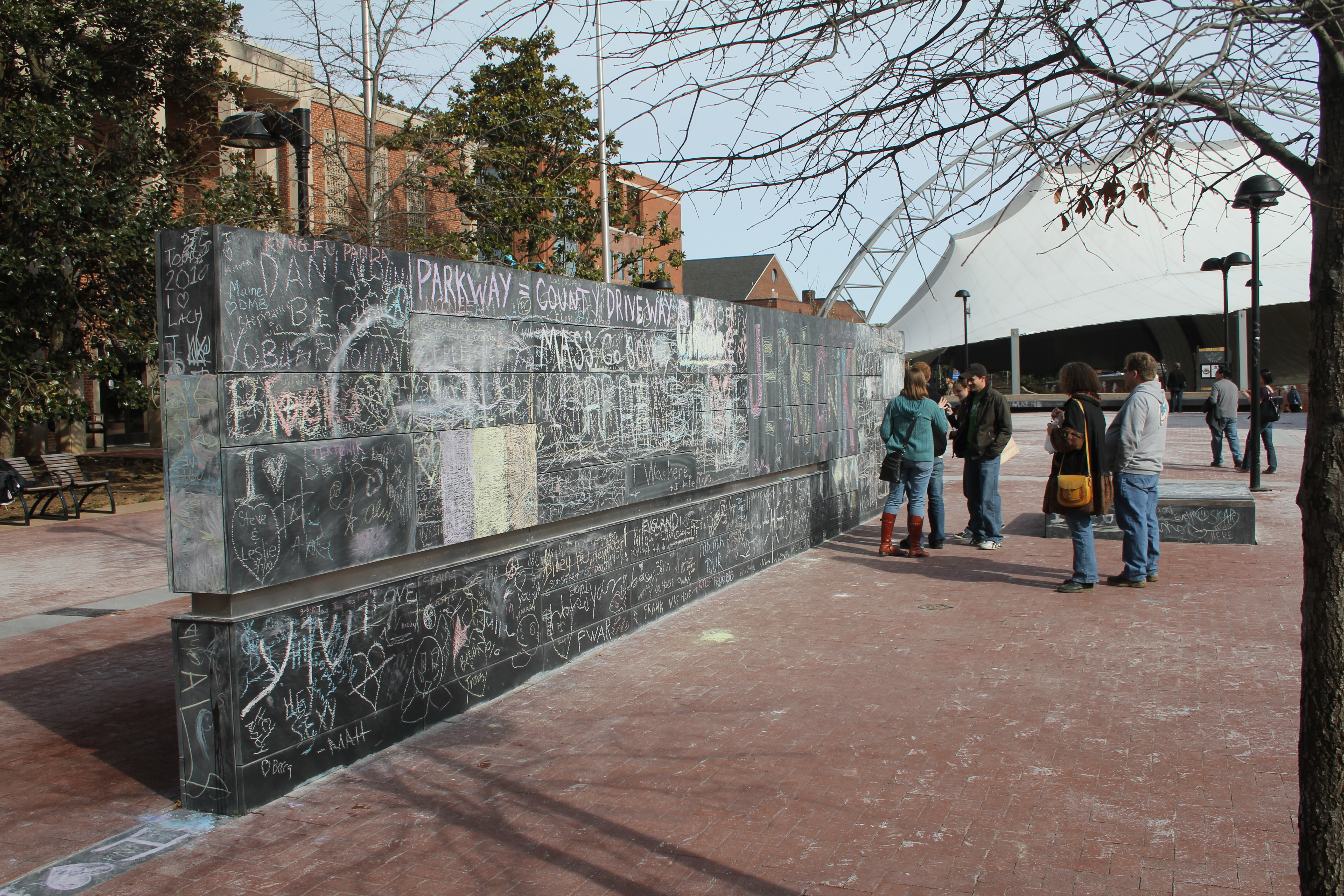
Bức tường tự do ngôn luận vĩnh viễn tại Charlottesville, Virginia, Hoa Kỳ

## Hạn chế với quyền tự do ngôn luận

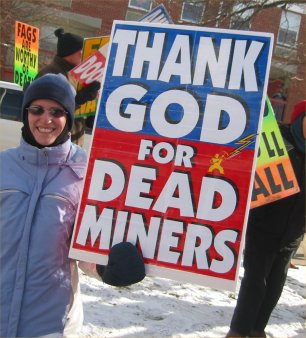
Các thành viên của nhà thờ Westboro Baptist Church (pictured in 2006) đã bị cấm vào Canada vì phát ngôn thù ghét.

Các quốc gia có luật chống lại sự phủ nhận Holocaust

### Internet và xã hội thông tin

Cờ tự do ngôn luận được tạo ra trong cuộc tranh cãi Mã khóa AACS là "biểu tượng thể hiện sự hỗ trợ cho các quyền tự do cá nhân."

## Lịch sử bất đồng chính kiến và sự thật

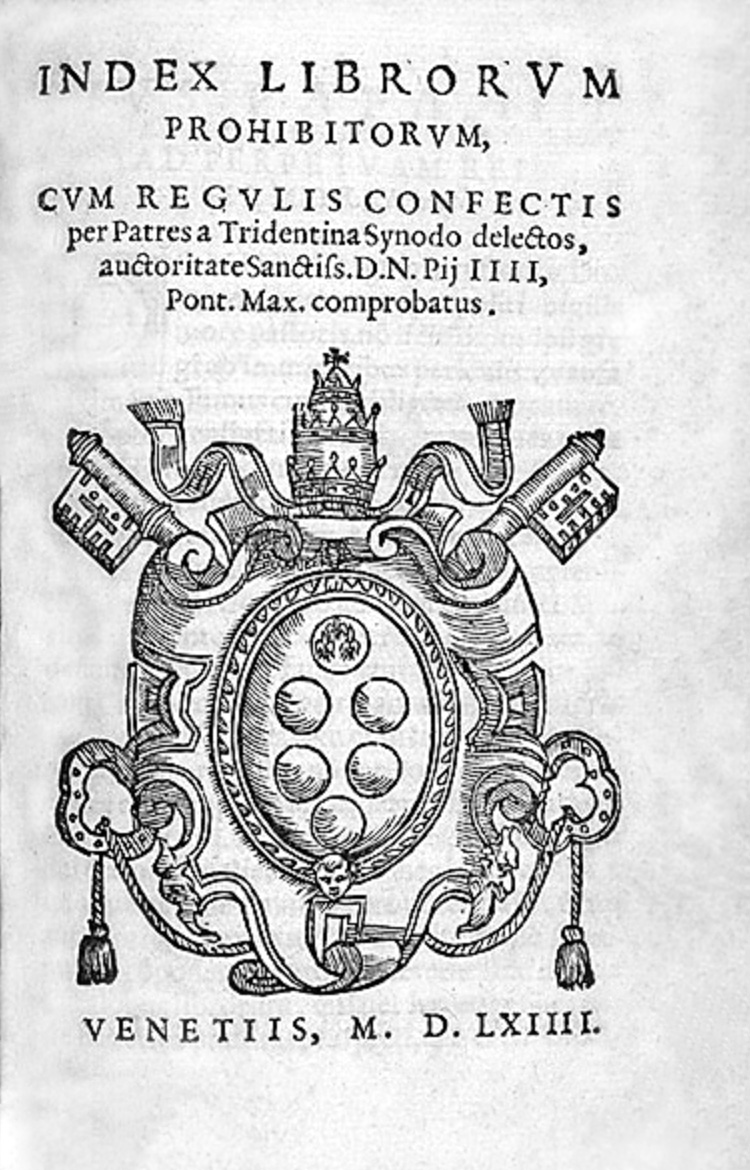
Ảnh bìa cuốnIndex Librorum Prohibitorum, hay là Danh sách các sách bị cấm, (Venice, 1564)

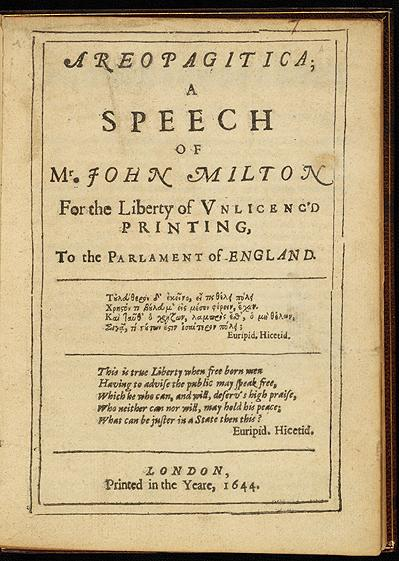
Trang đầu của tác phẩm Areopagitica của John Milton viết năm 1644, trong đó ông đã lập luận mạnh mẽ chống lại Lệnh cấp phép năm 1643

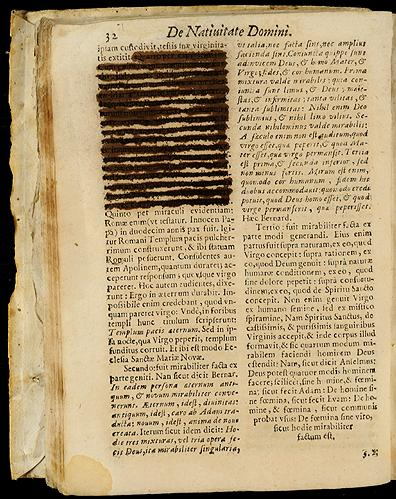
Phiên bản Golden Legendnăm 1688 của Jacobus de Voragine (1260) bị kiểm duyệt theo Index Librorum Expurgatorum năm 1707, trong đó liệt kê các đoạn sách cụ thể đã được lưu hành cần kiểm duyệt

George Orwell statue tại trụ sở của BBC. Một người bảo vệ tự do ngôn luận trong xã hội mở, bức tường phía sau bức tượng được khắc dòng chữ "Nếu tự do là bất cứ điều gì, có nghĩa là quyền được nói với mọi người điều mà họ không muốn nghe", lời đề tự của George Orwell trong cuốn sách Trại súc vật viết năm (1945).